# Население Бангладеш
Население Бангладеш — совокупность всех жителей, населяющих территорию Народной Республики Бангладеш. По состоянию на июль 2011 года, согласно официальной переписи, население Бангладеш составляло 142 319 000 человек. По оценкам ЦРУ, численность населения составляет 161 083 804 человек по состоянию на июль 2012 года. Согласно отчёту Национального Бюро статистики, средняя численность населения страны в 2020 г. составила 168,22 млн человек. По показателю численности населения Бангладеш занимает восьмое место в мире.
Это одна из самых густонаселенных стран мира, где плотность населения составляет 1140 чел./км².
Городское население — 39 %, сельское — 61 % (2020). По состоянию на 2011 год, 43 города имели население более 100 тысяч человек, из которых 4 имеют население свыше одного миллиона человек.
Бангладеш является одной из самых этнически однородных стран мира — свыше 98 % населения страны являются бенгальцами.
Подавляющее большинство населения исповедует ислам — около 90 %. Индуизм исповедуют около 9 % населения страны. Также, в некотором количестве представлены буддизм, христианство и традиционные религии.
Дакка — столица и крупнейший город страны с населением 10 356 500 человек. В её агломерации проживает свыше 16 миллионов человек, что составляет более 10 % от всего населения страны. Вторым по численности городом страны является Читтагонг — 3 920 222 человека.
В связи с большой плотностью населения, низким уровнем жизни и отсутствием доступа к государственному аппарату у многих жителей настоящее население Бангладеш может значительно превышать официальные данные ввиду того, что большое количество рожденных детей попросту не учитываются.

## Религия
| Религия в Бангладеш | Религия в Бангладеш | Религия в Бангладеш | Религия в Бангладеш | Религия в Бангладеш |
| Религия             |                     |                     | Процент             |                     |
| ------------------- | ------------------- | ------------------- | ------------------- | ------------------- |
| Ислам               |                     |                     | 89.7 %              |                     |
| Индуизм             |                     |                     | 9.2 %               |                     |
| Прочие              |                     |                     | 1.1 %               |                     |

Ислам — государственную религию страны — исповедуют 89,7 % населения; индуизм — 9,2 %, буддизм — 0,7 %, христианство — 0,3 %, другие религии и традиционные племенные культы — 0,1 %. Большинство мусульман — сунниты, но также существуют небольшие религиозные группы шиитов и ахмадеев. Этнические группы бихарцев состоят преимущественно из шиитов. Другие религиозные группы представлены буддистами (0,7 % — преимущественно тхеравады), христианами (0,3 — преимущественно (католики) и анимистами (0,1 %).
Бангладеш насчитывает четвертую по величине в мире исламскую общину после Индонезии, Пакистана и Индии, которая насчитывает порядка 130 миллионов человек. Бангладеш изначально образовался как светское государство, но сильное влияние ислама привело к созданию «де факто» религиозного государства. Процесс формирования религиозного исламского государства был остановлен декретом Высшего Суда, который возвращал развитие страны в русло Конституции 1972 года. Верховный Суд страны также занял жесткую позицию относительно решений, принимаемых местным судами на основе шариатских законов, которые привели к целому ряду случаев применения насилия в отношении женщин в сельской местности.

## Национальный состав
Около 98 % населения составляют бенгальцы (около 140 млн.), оставшиеся 2 % представлены выходцами из северных районов Индии, в том числе «бихарцы» (около 900 тыс.) и раджванси (более 100 тыс.) — говорят на индоарийских языках —, а также малыми племенными народностями. Из них выделяются тибето-бирманские народы: чакма (около 400 тыс. чел.), араканцы или ракхайнцы (около 175 тыс.), гаро (около 130 тыс.), трипура (более 120 тыс.), марма (более 40 тыс.), мронг (мру) (около 30 тыс.), манипуры (20 тыс.), мизо (до 10 тыс.) и др.; к ним также относятся беженцы из соседней Мьянмы — бирманцы — до 300 тыс. расположились на побережье Кокс-Базара. Также проживают народы мундской группы (санталы (около 150 тыс.), мунда (около 130 тыс.), хо (около 60 тыс.) и др.); обособленный в языковом отношении народ кхаси (около 76 тыс.) и дравидийский народ ораоны (курух) (около 100 тыс.).
Большая часть индийских народностей страны — 13 племён разных языковых групп — проживает на юго-востоке, в Читтагонгском горном районе (Читтагонг Хилл Тракт), где сохраняется проблема сепаратизма. Остальной массив малых народов проживает на северо-западе страны.

### Классификация
Индоевропейская языковая семья
- Индоарийская языковая группа
  - бенгальцы (включая группы племенных народностей раджванси[англ.] и силхети)
  - бихарцы

Сино-тибетская языковая семья
- Тибето-бирманская языковая семья
  - чакма
  - бирманцы
  - араканцы (ракхайнцы)
  - гаро
  - трипура (кок борок)
  - марма
  - мронг (мру)
  - манипуры (мейтеи)
  - мизо (лушеи)
  - и др.

Австроазиатская языковая семья
- Языковая группа мунда
  - санталы
  - мунда
  - хо
- Языковая группа кхаси
  - кхаси

Дравидийская языковая семья
- Северо-восточная группа
  - курух (ораон)

## Языки
Почти все население Бангладеш говорит на языке бенгали, который является официальным языком страны. Язык бенгали относится к языкам индоарийской группы (вместе с санскритом) со своей собственной письменностью. Английский язык широко используется в качестве второго языка в процессе обучения в средних и старших классах. Он также широко применяется в системе высшего образования и государственных органах власти. Исторически сложилось так, что до 1987 года законы писались на английском языке, а затем переводились на бенгали. Часть населения (бихарцы) говорит на языке урду.

## Основные статистические показатели
Уровень грамотности населения по исследованиям 2007 года составил 53,5 %. Одной из наиболее значимых программ повышения уровня грамотности населения является программа «Еда за обучение» (Food for education), которая была запущена в 1993 году, и отдельные стипендиальные программы для женщин, обучающихся в начальной и средней школе.
Уровень образования и медицины остается на предельно низком уровне, но в связи со снижением уровня бедности и повышением уровня жизни эти сферы демонстрируют рост. Большинство населения Бангладеш продолжает жить в отдаленных неразвитых регионах страны. Основными проблемами, влияющими на здоровье граждан, являются плохое качество воды и широкое распространение инфекционных заболеваний. Кризис с обеспечением питьевой водой очень острый, который ещё и усложняется тем, что источники воды сильно загрязнены, что приводит к распространению малярии, лептоспироза и тропической лихорадки.
- Годовой прирост: 1,30 %.
- Рождаемость: 18,1 на 1000 человек
- Смертность: 5,1 на 1000 человек
- Средняя продолжительность жизни: 73,1 лет (всё население)[26]
  - Мужчины: 71,1 лет
  - Женщины: 74,4 лет
- Городское население: 27 %.
- Грамотность: 75,2 % (всё население, по официальным данным на конец 2020 г.)
  - Мужчины: 53,9 %
  - Женщины: 31,8 %
- Детская смертность: 50.02 на 1000

## Изменение численности населения
Изменение численности населения:
| 1901        | 1911        | 1921        | 1931       | 1941       | 1951       | 1961       | 1974       | 1981       | 1991        |
| ----------- | ----------- | ----------- | ---------- | ---------- | ---------- | ---------- | ---------- | ---------- | ----------- |
| 28 928 000  | 31 555 000  | 33 255 000  | 35 602 000 | 41 997 000 | 41 932 000 | 50 840 000 | 71 479 000 | 87 120 000 | 106 315 000 |
| 2001        | 2011        | 2020        |            |            |            |            |            |            |             |
| 124 355 000 | 142 319 000 | 168 220 000 |            |            |            |            |            |            |             |

| Год             | Население   |
| --------------- | ----------- |
| 1               | 1 000 000   |
| 500             | 2 000 000   |
| 1000            | 5 000 000   |
| 1500            | 10 630 000  |
| 1700            | 12 315 000  |
| 1750            | 13 498 000  |
| 1800            | 14 785 000  |
| 1850            | 21 034 000  |
| 1900            | 29 012 000  |
| 1910            | 31 208 000  |
| 1920            | 33 570 000  |
| 1930            | 36 110 000  |
| 1940            | 38 843 000  |
| 1950            | 42 284 000  |
| 1960            | 51 585 000  |
| 1970            | 66 671 000  |
| 1980            | 88 219 000  |
| 1990 (оценка)   | 104 220 000 |
| 1991 (перепись) | 106 315 000 |
| 1999            | 121 151 000 |
| 2000 (оценка)   | 122 894 200 |
| 2001 (перепись) | 124 355 000 |
| 2010 (оценка)   | 147 876 000 |
| 2011 (перепись) | 149 569 000 |
| 2015 (оценка)   | 156 643 000 |
| 2020            | 168 220 000 |
| 2030 (прогноз)  | 184 007 000 |
| 2050            | 194 306 000 |
| 2100            | 203 293 000 |

## Крупнейшие города
Численность по оценке на 2012 год (чел.):
1. Дакка — 11 664 093
2. Читтагонг — 4 079 862
3. Нараянгандж — 1 572 386
4. Кхулна — 1 490 835
5. Газипур — 1 279 660
6. Раджшахи — 842 701
7. Тонги — 478 982
8. Силхет — 432 106
9. Маймансингх — 407 798